# Climaciaceae
Climaciaceae er en familie af mosser med kun to slægter, hvoraf den ene findes i Danmark.
| Danske slægter |

- Climacium